# 長沙理工大学
長沙理工大学（ちょうさりこうだいがく、英語: Changsha University of Science and Technology）は、中国湖南省長沙市天心区に本部を置く中国の公立大学。1956年創立、2003年大学設置。
2019年11月時点では、学校の面積は3129畝、建築面積は117万平方メートル、生徒数約39000余人、博士・碩士研究生5600余人、教職員1986人。

## 略歴

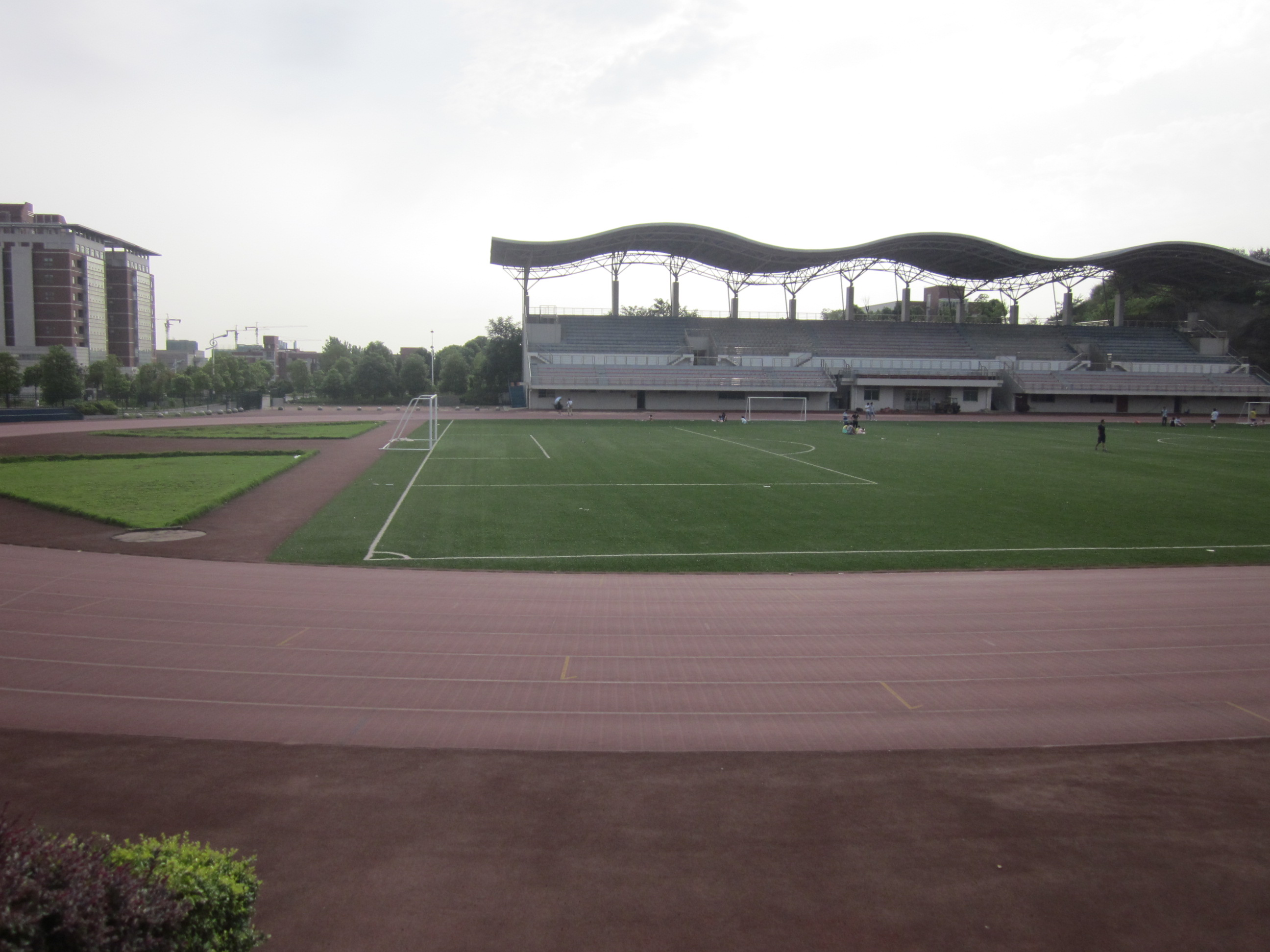
体育館

1956年1月、長沙理工大学起源となる中華人民共和国交通部長沙航務工程学校を湖南省人民政府が設立。2003年4月、長沙交通学院と長沙電力学院が合併し「長沙理工大学」設立。

## 基礎データ
- 所在地
  - 長沙市

- 校訓
  - 「博学、力行、守正、拓新」

- 校歌
  - 「長沙理工大学校歌」。唐昌菲作曲。

## 組織

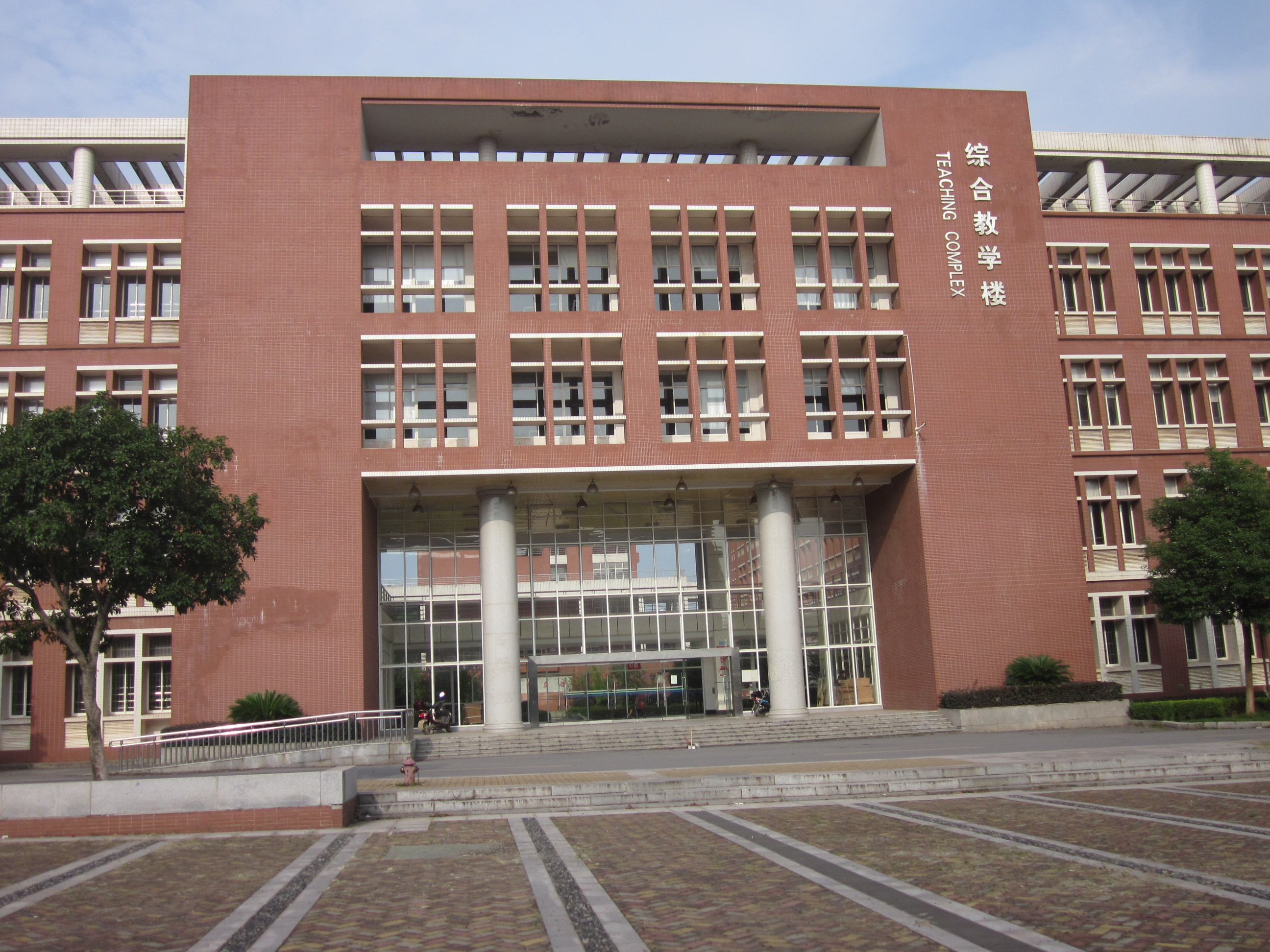
教学楼

「学院」も「系」も日本の大学の学部にほぼ相当する。「学部」は「学院」と「系」の上の編成で、実体はなく、日本の「学部」とは位置付けが異なっている。妙訳がないのでそのまま記す。
- 交通運輸工程学院
- 土木・建築学院
- 汽車・機械工程学院
- 電気・信息工程学院
- 能源・動力工程学院
- 文法学院
- マルクス主義学院
- 経済・管理学院
- 計算機・通信工程学院
- 数学・計算科学学院
- 化学・生物工程学院
- 設計芸術学院
- 物理・電子科学学院
- 水利工程学院
- 外国語学院
- 体育教学部
- 城南学院
- 継続教育学院

## 附属機関

### 附属図書館

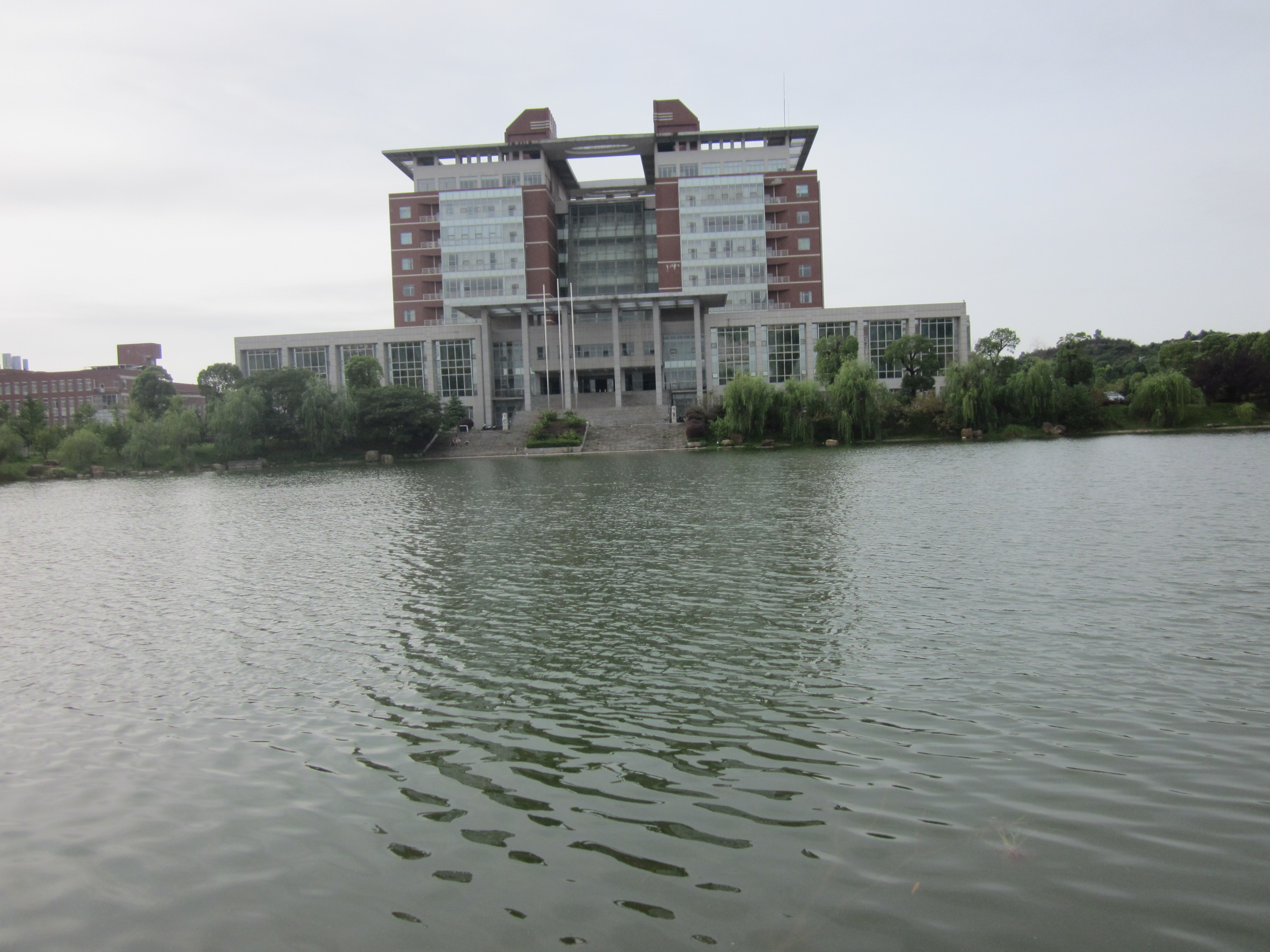
長沙理工大学図書館

長沙理工大学図書館、蔵書数は全館合計で約306.73万冊

## 大学の人物一覧

### 教授
- 学長：曹一家
- 党委書記：付宏淵

### 卒業生
- 張値恒：湖南省旅游局局長、元中国共青団湖南省委書記
- 李年佑：海南省海洋·漁業庁副庁長
- 莫恭明：元広西防城港市委副書記、市長、現広西チワン族自治区人民政府秘書長
- 劉興彬：河南省交通運輸庁副庁長
- 范金星：湖南水利水電職業技術学院党委副書記、院長
- 陳建強：湖南省交通運輸庁副巡視員
- 田平：長沙交通学院原党委副書記
- 程輪：広西交通職業技術学院副院長
- 李作敏：中華人民共和国交通部科学研究院党委書記
- 陳明憲：湖南省交通庁原党組副書記
- 彭鳳梧：広東省交通庁原副庁長
- 周金毅：貴州省公路局原党委書記
- 胡紹剛：貴州省交通科学研究所所長
- 袁海利：江西省路橋工程局原党委書記
- 朱堅和：広西交通設計研究院院長
- 呉愛青：中交第二航務工程勘察設計院院長
- 但乃越：長沙航務管理局副局長
- 苗万傑：河南省高速公路管理局原局長
- 陳璋：湖北省交通規劃研究院院長
- 張東省：陝西省西安公路研究院院長
- 夏達：漫画家
- 李漁：設計師
- 易振興：監督
- 柳春：設計師
- 洪衛：設計師
- 藺晨陽：監督
- 李俊成：監督
- 郎鵬：監督